# Minivetter
Minivetter (Pericrocotus) är ett släkte med fåglar i familjen gråfåglar inom ordningen tättingar. Till skillnad från de flesta av sina släktingar i familjen är de färgglada, oftast i kombinationer av svart, rött och vitt. Släktet omfattar 14 arter som förekommer i stora delar av Asien:
- Vitbukig minivett (P. erythropygius)
- Burmaminivett (P. albifrons)
- Mindre minivett (P. cinnamomeus)
- Flamminivett (P. igneus)
- Gråstrupig minivett (P. solaris)
- Sundaminivett (P. miniatus)
- Kortnäbbad minivett (P. brevirostris)
- Floresminivett (P. lansbergei)
- Långstjärtad minivett (P. ethologus)
- Scharlakansminivett (P. flammeus)
- Ryukyuminivett (P. tegimae)
- Grå minivett (P. divaricatus)
- Rosenminivett (P. roseus)
- Brungumpad minivett (P. cantonensis)